# Kelly Holmes
Kelly Holmes (19 de abril de 1970 en Pembury, Kent, Inglaterra). Atleta británica especialista en pruebas de mediofondo, campeona olímpica de 800 y 1500 metros en los Juegos de Atenas 2004.

## Inicios
Su padre Derrick Holmes, era un mecánico de coches nacido en Jamaica, y su madre Pam Norman, una inglesa. Dos años después de nacer Kelly su madre se casó con Michael Norris, un pintor y decorador a quien ella considera como su verdadero padre.
Empezó a hacer atletismo con 12 años en el Club Atlético de Tonbridge, donde su entrenador era David Arnold. Al poco tiempo se proclamó campeona inglesa escolar de los 1500 metros. 
Su ídolo era el atleta Sebastian Coe, cuya victoria en los 1500 metros de los Juegos de Los Ángeles '84 le sirvió de inspiración.
Sin embargo después dejó temporalmente el atletismo. Con 16 años abandonó la escuela y se puso a trabajar como enfermera, y a los 18 decidió ingresar en el Ejército. Primero sirvió en el Women's Royal Army Corps, y más tarde como preparadora física en el Adjutant General's Corps, donde llegó a tener el grado de sargento.
Por esta época ganó varias competiciones de atletismo y de judo dentro del Ejército. Tras ver por televisión los Juegos Olímpicos de Barcelona 1992, donde participaban atletas británicas a las que ella había ganado en algunas competiciones, decidió retornar al atletismo y ponerse a entrenar en serio. Hasta 1997 ella compaginaría su carrera atlética con su trabajo en el Ejército.

## Carrera atlética
En 1993 se proclamó campeona nacional de los 800 metros y participó en los Mundiales de Stuttgart.
En 1994 obtuvo su primeros éxitos internacionales, ganando el oro de los 1500 m en los Juegos de la Commonwealth de Victoria, y la plata en los Campeonatos de Europa de Helsinki.
En 1995 obtuvo dos medallas en los Mundiales de Gotemburgo, la de plata en los 1500 m y la de bronce en los 800 m.
En los dos años siguientes las lesiones le impidieron rendir a su mejor nivel, aunque estuvo cerca de ganar una medalla en los Juegos Olímpicos de Atlanta 1996, donde fue 4.ª en los 800 m En los Mundiales de Atenas 1997 fue eliminada en las series clasificatorias, aquejada de problemas físicos.
En los Juegos Olímpicos de Sídney 2000 ganó su primera medalla olímpica, al ser 3.ª en los 800 metros. La ganadora de esta carrera fue la mozambiqueña María Mutola, quien más tarde se convertiría en compañera de entrenatmientos de Kelly, que se trasladó a vivir y entrenar a África con ella. 
En 2002 ganó por segunda vez el título de los 1500 m en los Juegos de la Commonwealth en Mánchester, y fue 3.ª en los 800 m de los Europeos de Múnich, tras la eslovena Jolanda Ceplak y la española Mayte Martínez.
En 2003 pasó momentos de gran dificultad a nivel personal, ya que estuvo lesionada y a causa de esto sufrió una fuerte depresión. Más tarde confesaría que incluso se había autolesionado con unas tijeras y que hasta había pensado en el suicidio. Sin embargo consiguió salir adelante y en ese mismo verano ganó una medalla de plata en los 800 m de los Mundiales de París, que le hizo recuperar la ilusión por el atletismo.

## Atenas 2004
La competición más importante de su vida fueron los Juegos Olímpicos de Atenas 2004, a los que llegó en plenitud de forma. Había pensado participar solo en los 1500 m, pero una victoria sobre la campeona de Europa de los 800 m Jolanda Ceplak poco antes de los Juegos, la decidieron a participar también en esta prueba
En la final de los 800 m celebrada el 23 de agosto, las tres favoritas eran Maria Mutola, Jolanda Ceplak, y la propia Holmes. En una carrera muy rápida, el triunfo fue para Kelly Holmes con 1:56,38 por delante de la marroquí Hasna Benhassi (plata) y la checa Jolanda Ceplak (bronce). Maria Mutola tuvo que conformarse con la 4.ª plaza. 
Kelly Holmes se convertía así en la séptima mujer británica en ganar un oro en atletismo, y la segunda que ganaba la prueba de 800 metros tras Ann Packer en Tokio '64.
La final de los 1500 m se celebró el 28 de agosto, y también fue una carrera rápida. Holmes ganó la medalla de oro batiendo a la campeona del mundo Tatiana Tomashova, de Rusia. Su marca de 3:57,90 era la mejor de su vida y suponía un nuevo récord británico.
Kelly Holmes era la tercera mujer de la historia en ganar los 800 y los 1500 metros en unos mismos juegos, tras la soviética Tatiana Kazánkina en 1976 y la rusa Svetlana Masterkova en 1996.
Tras este éxito fue la elegida para portar la bandera británica en la ceremonia de clausura de los Juegos el 29 de agosto, solo un día después de su último triunfo.

## Tras los Juegos
Al regresar a su país fue homenajeada con un desfile por las calles de Hildenborough y Tonbridge, donde se reunieron alrededor de 40.000 personas.
La BBC la eligió como la Personalidad Deportiva del año 2004, un premio bastante prestigioso que se concende todos los años. En la ceremonia donde le entregaron este premio estaban presentes las seis campeonas olímpicas británicas anteriores: Mary Rand, Ann Packer, Mary Peters, Tessa Sanderson, Sally Gunnell y Denise Lewis.
También fue nombrada dama comendadora de la Orden del Imperio Británico, una de las máximas condecoraciones del país, y fue recibida por la Reina Isabel II en el Palacio de Buckingham el 9 de marzo de 2005, acompañada de su familia.
En 2005 no pudo entrenar con normalidad a causa de las lesiones. El 6 de diciembre de ese año anunció su retirada definitiva del atletismo, aduciendo "falta de motivación" y no tener "nada que demostrar a nadie".
Kelly Holmes es una de las mejores mediofondistas de los últimos años. Las numerosas lesiones que tuvo a lo largo de su carrera le impidieron desarrollar todo su potencial mucho antes. Sin embargo su doblete olímpico en Atenas la ha colocado junto a las más grandes atletas de la historia.

## Resultados
- Mundiales de Stuttgart 1993

semif. 800 m (1:58,64)
- Copa del Mundo de Londres 1994

3.ª en 1500 m (4:10,81)
- Europeos de Helsinki 1994

2.ª en 1500 m (4:19,30)
- Juegos de la Commonwealth de Victoria 1994

1.ª en 1500 m (4:08,86)
- Mundiales de Gotemburgo 1995

3.ª en 800 m (1:56,95), 2.ª en 1500 m (4:03,04)
- Juegos Olímpicos de Atlanta 1996

4.ª en 800 m (1:58,81), 11.ª en 1500 m (4:07,46)
- Juegos de la Commonwealth de Kuala Lumpur 1998

2.ª en 1500 m (4:06,10)
- Mundiales de Sevilla 1999

semif. 800 m (2:00,77)
- Juegos Olímpicos de Sídney 2000

3.ª en 800 m (1:56,80), 7.ª en 1500 m (4:08,02)
- Mundiales de Edmonton 2001

6.ª en 800 m (1:59,76)
- Juegos de la Commonwealth de Mánchester 2002

1.ª en 1500 m (4:05,99)
- Europeos de Múnich 2002

3.ª en 800 m (1:59,83), semif. 1500 m (4:08,11)
- Mundiales Indoor de Birgmingham 2003

2.ª en 1500 m (4:02,66)
- Mundiales de París 2003

2.ª en 800 m (2:00,18)
- Mundiales Indoor de Budapest 2004

9.ª en 1500 m (4:12,30)
- Juegos Olímpicos de Atenas 2004

1.ª en 800 m (1:56,38), 1.ª en 1500 m (3:57,90)

## Mejores marcas
- 800 metros - 1:56,21 (Mónaco, 09-Sep-1995)
- 1.000 metros - 2:32,55 (Leeds, 15-Jun-1997)
- 1.500 metros - 3:57,90 (Atenas, 28-Ago-2004)
- Una milla - 4:28,04 (Glasgow, 13-Ago-1998)
- 3.000 metros - 9:01,91 (Gateshead, 13-Jul-2003)